# Copa Aerosur del Sur 2007
La Copa Aerosur del Sur 2007 es la segunda edición del Torneo de Verano de Fútbol Boliviano patrocinado por Aerosur.
Por primera vez en este torneo se jugó con seis equipos. En esta edición el Club Destroyers y La Paz FC hacían su debut como equipo en este torneo. El torneo comenzó el domingo 4 de febrero de 2007 y finalizó el 8 de enero del mismo año.
La versión 2007 se realizó bajo la modalidad de Eliminación directa, y todos los partidos se jugaron en la sede elegida como la ciudad de Sucre.
En caso de empate en los 90 minutos se definió cada partido mediante lanzamiento desde el punto penal. Esta segunda versión dio como ganador al equipo de La Paz FC.
El campeón de la copa tendrá pasajes gratis en Aerosur para viajar a disputar sus partidos durante la temporada 2007 de la Liga de Fútbol Profesional Boliviano, mientras que el subcampeón tendrá un descuento de 70%. El resto de los participantes podrá acceder al 50% de descuento en los pasajes si aceptan llevar el logo de la aerolínea en su uniforme.

## Equipos participantes
| Equipo                 | Departamento |
| ---------------------- | ------------ |
| Universitario de Sucre | Sucre        |
| La Paz Fútbol Club     | La Paz       |
| San José               | Oruro        |
| Real Potosí            | Potosí       |
| Destroyers             | Santa Cruz   |
| Real Mamoré            | Beni         |

## Primera Fase
| 4 de febrero de 2007 13:00 | San José             | 1:2 | La Paz Fútbol Club                          | Estadio Olímpico Patria, Sucre             |                                            |
|                            | Luis Palacios 25' PT |     | 60' ST Adolfo Carrasco 62' ST Henry Maconde | Asistencia: ¿? espectadores Árbitro(s): ¿? | Asistencia: ¿? espectadores Árbitro(s): ¿? |

| 4 de febrero de 2007 17:00 | Real Potosí                                   | 2:1 | Real Mamoré             | Estadio Olímpico Patria, Sucre             |                                            |
|                            | Fernando Brandan 54' ST Ruben Aguilera 67' ST |     | 36' PT Raymundo Barboza | Asistencia: ¿? espectadores Árbitro(s): ¿? | Asistencia: ¿? espectadores Árbitro(s): ¿? |

| 4 de febrero de 2007 19:00 | Universitario de Sucre | 1(2):(4)1 | Destroyers            | Estadio Olímpico Patria, Sucre             |                                            |
|                            | Marcelo Gomes 47' ST   |           | 18' PT Richard Uriona | Asistencia: ¿? espectadores Árbitro(s): ¿? | Asistencia: ¿? espectadores Árbitro(s): ¿? |

## Semifinales
| 6 de febrero de 2007 18:00 | La Paz Fútbol Club                              | 2(5):(4)2 | Destroyers                                          | Estadio Olímpico Patria, Sucre             |                                            |
|                            | Adolfo Carrasco 39' PT Augusto Andaveris 86' ST |           | 12' PT Francisco Argüello 89' ST Francisco Argüello | Asistencia: ¿? espectadores Árbitro(s): ¿? | Asistencia: ¿? espectadores Árbitro(s): ¿? |

| 6 de febrero de 2007 20:00 | Universitario de Sucre                             | 2:4 | Real Potosí                                                                       | Estadio Olímpico Patria, Sucre             |                                            |
|                            | Ezequiel Rodríguez 38' PT Carlos Cardenas 90+2' ST |     | 14' PT Percy Colque 54' ST Darwin Peña 73' ST Ruben Aguilera 80' ST Gerson García | Asistencia: ¿? espectadores Árbitro(s): ¿? | Asistencia: ¿? espectadores Árbitro(s): ¿? |

## Final
| 8 de febrero de 2007 20:00 | Real Potosí           | 1:2 | La Paz Fútbol Club                              | Estadio Olímpico Patria, Sucre             |                                            |
|                            | Ruben Aguilera 29' PT |     | 1' PT Mauricio Pinilla 65' ST Augusto Andaveris | Asistencia: ¿? espectadores Árbitro(s): ¿? | Asistencia: ¿? espectadores Árbitro(s): ¿? |

|                             |
| Campeón La Paz FC 1º título |